# Symphimus mayae
Espèce
Synonymes
- Eurypholis mayae Gaige, 1936

Statut de conservation UICN

 LC  : Préoccupation mineure
Symphimus mayae  est une espèce de serpents de la famille des Colubridae.

## Répartition
Cette espèce se rencontre :
- au Mexique dans les États du Yucatán, du Quintana Roo et de Campeche ;
- dans le nord du Belize.

## Description
Symphimus mayae mesure jusqu'à 910 mm. C'est un serpent diurne aux mœurs à la fois terrestre et arboricole. Il se nourrit presque exclusivement d'insectes, principalement de sauterelles et de grillons.

## Publication originale
- (en) Gaige, 1936 : Some reptiles and amphibians from Yucatan and Campeche, Mexico. Carnegie Institution of Washington Publications, vol. 457, p. 289-304.